# Tính hợp pháp của Nữ vương Victoria

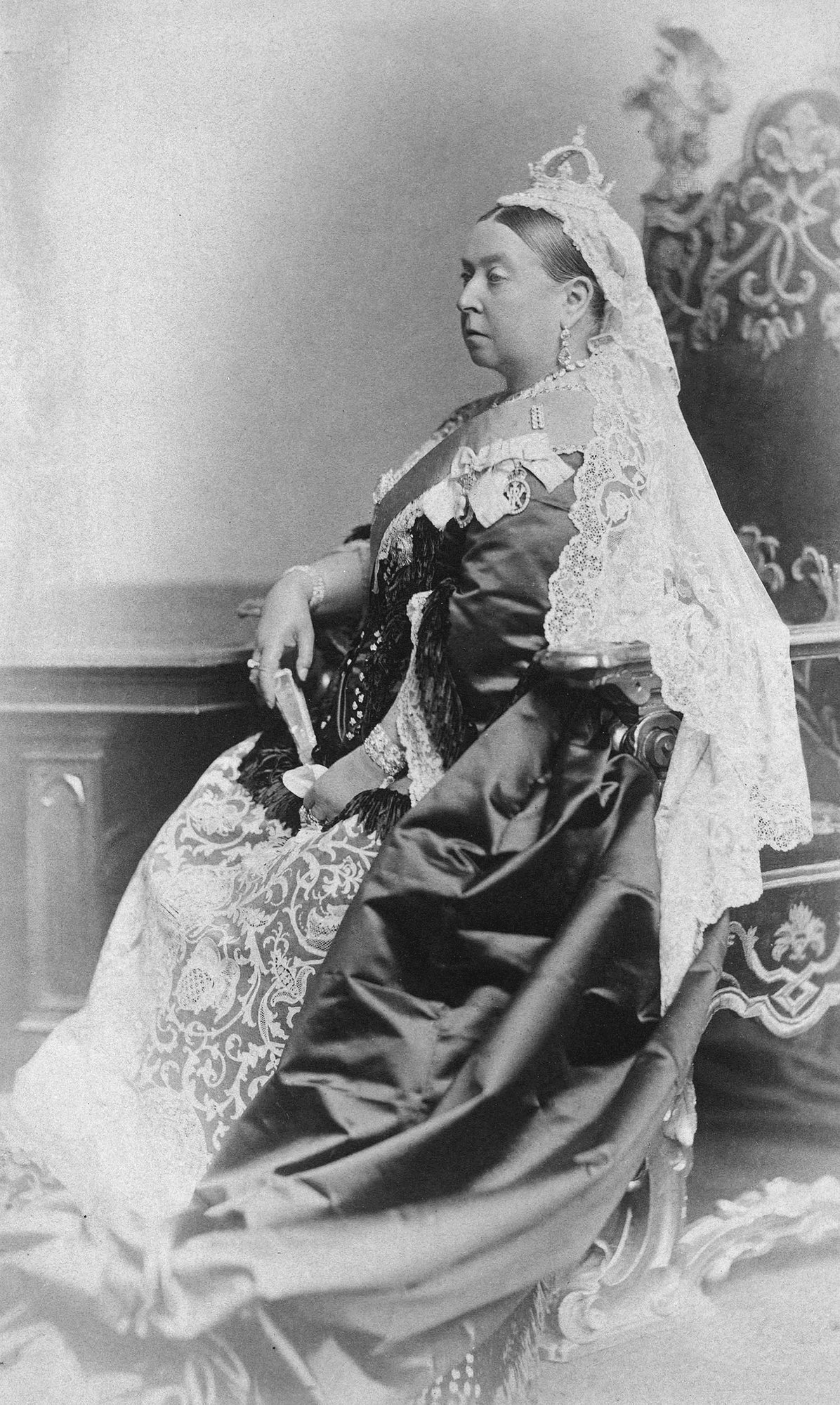
Victoria của Anh

Xuất thân thực sự của Victoria của Anh đã trở thành chủ đề của các cuộc nghiên cứu. Những nghi ngờ về việc này chủ yếu xoay quanh các vấn đề bệnh di truyền và những bằng chứng được ghi chép tỉ mỉ, tuy nhiên không được nhiều người tin tưởng.

## Cuộc khủng hoảng thừa kế

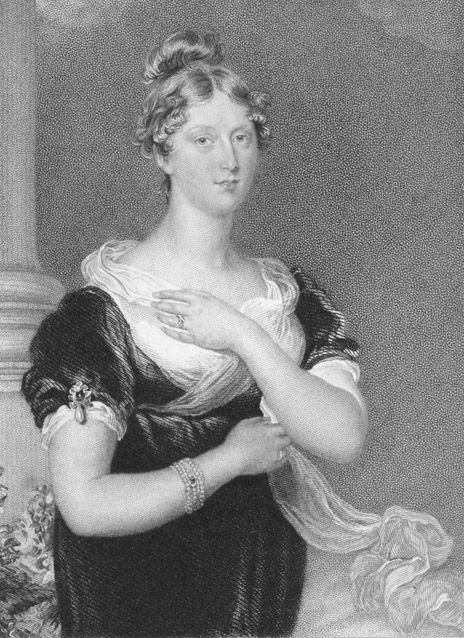
Vương tôn nữ Charlotte Augusta xứ Wales.

Charlotte Augusta xứ Wales là con gái duy nhất của Thân vương xứ Wales (lúc bấy giờ là Nhiếp chính vương). Cái chết của bà khi sinh nở vào năm 1817 đã tạo ra một cuộc tranh đua giữa các em trai của Nhiếp chính vương để xem ai có thể sinh ra người thừa kế hợp pháp. Một số trong đó từng dính líu đến các vụ bê bối. Vương tử Frederick, Công tước xứ York và Albany đứng thứ hai trong hàng kế vị nhưng đã ly thân với bà vợ, Vương nữ Friederike Charlotte của Phổ. Người con trai thứ sáu, Vương tử Augustus Frederick, Công tước xứ Sussex có hai cuộc hôn nhân vi phạm Đạo luật Hôn nhân Vương thất 1772 (Nhiếp chính vương cũng có cuộc hôn nhân bất hợp pháp trước khi ông kết hôn với Caroline xứ Braunschweig-Wolfenbüttel). Ba người em trai khác của Nhiếp chính vương kết hôn vào năm 1818: Vương tử William, Công tước xứ Clarence; Vương tử Edward, Công tước xứ Kent và Strathearn; Vương tử Adolphus, Công tước xứ Cambridge lần lượt đứng thứ ba, thứ tư và thứ bảy trong hàng kế vị. Người con trai thứ năm, Vương tử Ernest Augustus, Công tước xứ Cumberland, đã kết hôn trước đó.
Công tước xứ Clarence kết hôn với Công nữ Adelheid xứ Sachsen-Meiningen. Mặc dù ông đã có tới mười đứa con ngoài giá thú với một tình nhân trước đây là bà Dorothea Jordan, không một đứa con nào của ông với vợ sống sót đến tuổi trưởng thành. Con gái thứ hai, Elizabeth, sống lâu nhất, được sinh ra vào ngày 10 tháng 12 năm 1820 và chết vào ngày 04 tháng 3 năm 1821. Hy vọng sinh một người thừa kế đổ dồn lên Công tước xứ Cambridge, ông có một con trai là George chào đời ngày 26 tháng 3 năm 1819. Vị trí của ông trong hàng kế vị bị đẩy xuống hai tháng sau đó do sự ra đời của con gái của Công tước xứ Kent và vợ ông, Victoire xứ Sachsen-Coburg-Saalfeld. Đó là con đầu lòng và đứa con duy nhất của họ, Vương tôn nữ Alexandrina Victoria, được gọi bằng cái tên thân mật là "Drina". Bà chào đời ngày 24 tháng 5 năm 1819, chỉ ba ngày trước khi con trai của Công tước xứ Cumberland, Vương tôn George, chào đời.
Cả George III và Công tước xứ Kent cùng qua đời vào tháng 1 năm 1820. Nhiếp chính vương kế vị trở thành George IV và Victoria xếp thứ ba trong hàng kế vị sau hai người bác là Công tước xứ York và Công tước xứ Clarence (sau này là William IV). Bà sau đó lên ngôi trở thành Victoria của Anh vào năm 1837.

## Tranh cãi

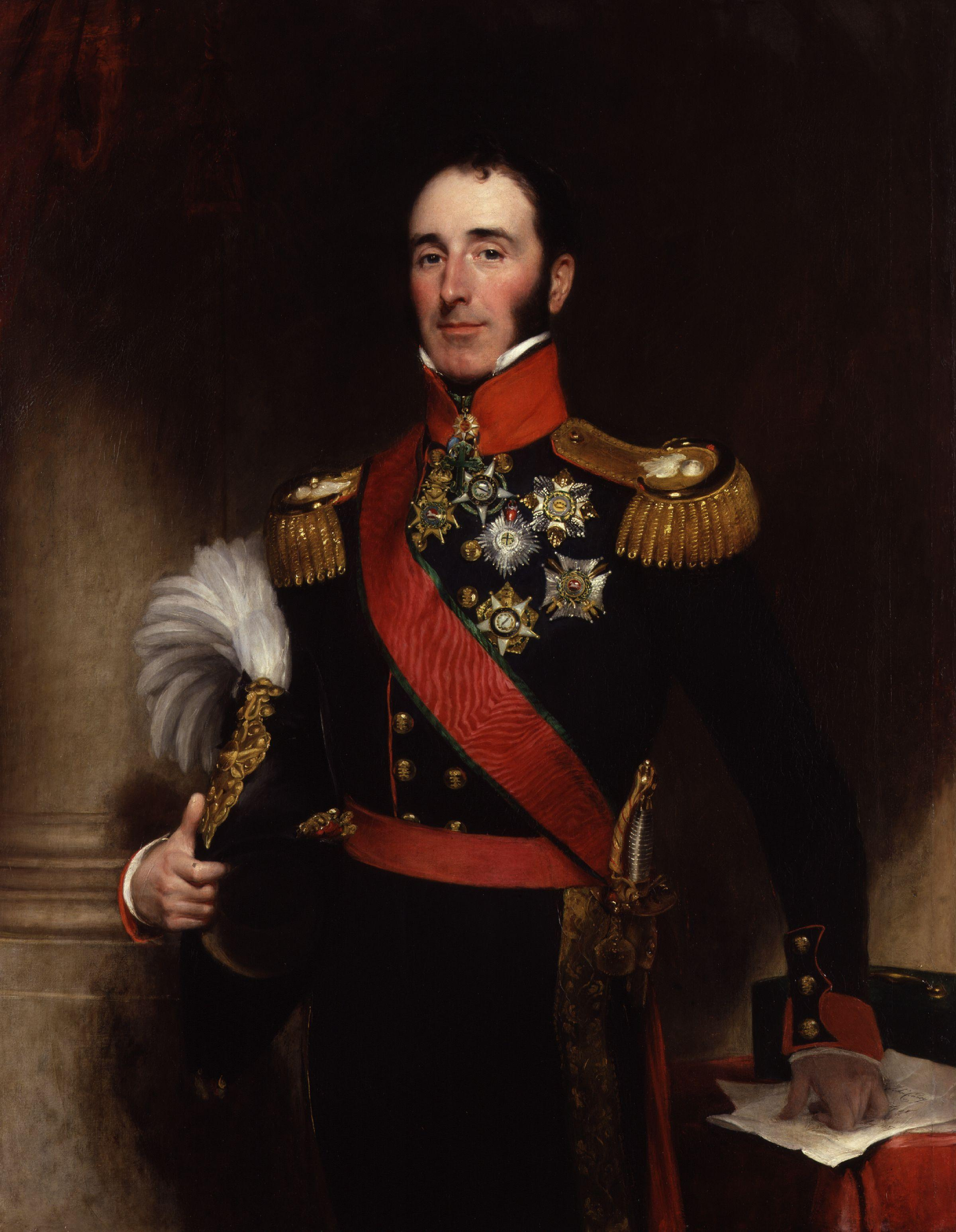
Sir John Conroy trong năm 1837 bức tranh của Henry William Pickersgill

Những đồn đãi về huyết thống của Victoria đổ dồn vào một người lính Ireland và "tên bịp bợm" John Conroy, thư ký riêng của Bà Công tước xứ Kent và quản lý tài chính của gia đình. Bà Công tước xứ Kent bằng tuổi với Conroy, trong khi bà nhỏ hơn chồng 19 tuổi; triều đình lúc bấy giờ bắt đầu đồn thổi về mối quan hệ của họ. Sau cái chết của Công tước xứ Kent, Conroy thiết lập một chế độ giáo dục hà khắc với Victoria khiến bà cay đắng phẫn nộ. Chính điều này đã tạo ra sự rạn nứt gần như vĩnh viễn giữa Victoria và mẹ bà, cũng như giữa Bà Công tước với anh chồng mình, William IV. Conroy ấp ủ hy vọng sẽ được làm thư ký riêng của Victoria khi bà trở thành Nữ vương, nhưng trái với ý muốn của Conroy, một trong những hành động đầu tiên của Victoria sau khi lên ngôi là cho đuổi Conroy khỏi triều đình.
Tin đồn cho rằng Bà Công tước và Conroy dan díu đã lan rộng khắp triều đình. Ngài Charles Greville từng hỏi Công tước xứ Wellington liệu ông có tin những tin đồn đó không, và ông trả lời "Có thể là như vậy". Công tước sau đó kể lại một câu chuyện về Victoria khi bà còn nhỏ, bà từng bắt gặp Conroy và mẹ mình lén lút với nhau, gọi nôm na là có "một số biểu cảm thân mật". Wellington cũng nói rằng Victoria khi đó đã nói lại với giáo sư của mình, Nữ Nam tước Louise Lehzen, Nữ Nam tước sau đó nói với một người thân cận là Madame de Späth, người luôn đả kích Bà Công tước về cách hành xử của bà ta. Theo Wellington, Bà Công tước xứ Kent đã rất tức giận và nhanh chóng sa thải Madame de Späth. Victoria khi trở thành Nữ vương đã ra mặt cho điều tra mọi chuyện và tuyên bố rằng mẹ bà lẽ ra nên chấm dứt sự thân mật quá mức với Conroy vì đạo đức của mình.

## Vấn đề di truyền
Nhà sử học A. N. Wilson cho rằng cha của Victoria không thể là Công tước xứ Kent vì hai lý do:
1. Sự xuất hiện bất thường của chứng máu khó đông trong các hậu duệ của Victoria. Các thành viên vương thất Anh trước đó chưa từng được ghi chép mắc chứng bệnh này.
2. Sự biến mất của chứng porphyria trong các hậu duệ của Victoria. Theo Wilson, chứng bệnh này từng lan truyền rộng rãi trong vương tộc Anh trước Victoria nhưng đến đời hậu duệ Victoria thì hoàn toàn biến mất.[6]

Cả hai lý do trên đều bị phản đối. Bởi chứng máu khó đông di truyền qua nữ hệ, để một người cha truyền lại cho Victoria thì ông ta phải mang chứng bệnh đó trong người, nhưng Conroy hoàn toàn khỏe mạnh. Hơn nữa người mắc chứng Hæmophiliacs thực tế khó sống ở những năm đầu thế kỷ XIX khi tình trạng y học vào thời điểm bấy giờ tương đối tồi tệ. Thay vào đó, tuổi thọ trung bình của người mắc chứng bệnh này là 11 tuổi hoặc thậm chí nhỏ hơn, ngay cả đến nửa sau thế kỷ XX, tuổi thọ của họ vẫn còn thấp ở các nước đang phát triển. Hơn nữa, không hề có ghi chép về sự xuất hiện của chứng máu khó đông ở tổ tiên của Conroy hay con cháu của ông, hoặc bất kỳ ghi chép nào về hæmophiliacs liên quan đến tổ tiên Bà Công tước xứ Kent cũng không có. Khả năng cao là xảy ra đột biến tự phát vì Công tước xứ Kent đã ở độ tuổi 50 khi Victoria được sinh ra; bởi chứng máu khó đông thường phát sinh ở trẻ em có người cha lớn tuổi, và đột biến tự phát chiếm khoảng 30% các trường hợp.
Trong cuốn sách “Bí ẩn tím” của John Röhl - nhà sử học chuyên nghiên cứu về chế độ quân chủ châu Âu - có ghi chép về việc Vương nữ Charlotte của Phổ (con gái Hoàng hậu Viktoria của Đức và cháu ngoại Victoria của Anh) có xuất hiện triệu chứng của Porphyria. Kế đến là Vương tôn nữ Feodora xứ Saxe-Meiningen, con gái Vương nữ Charlotte, cũng mắc phải bệnh này do di truyền từ mẹ. Vương tôn William xứ Gloucester, con trai của Vương tử Henry, Công tước xứ Gloucester và Alice, từng được chẩn đoán mắc Porphyria không lâu trước khi thiệt mạng trong vụ tai nạn máy bay năm 1972.